# Eemu tuulik
Eemu tuulik, česky lze volně přeložit jako Sloupový větrný mlýn Eemu, je malý sloupový větrný mlýn ve vesnici Linnuse na ostrově Muhu, v kraji Saaremaa v Estonsku. Je památkově chráněn a je hlavní expozicí místního malého skanzenu.

## Další informace
Historický cenný a funkční větrný mlýn, který je postavený ze dřeva a kamene, byl upraven a zprovozněn jako etnografické muzeum od 17. května 1980. Spravuje jej Muzeum Muhu. Expozice vysvětluje konstrukci mlýna a princip technologie mletí. U mlýna jsou také obranné příkopy z první světové války. I když tento větrný mlýn ztratil svůj hospodářský význam, zůstal obecně přijímaným symbolem ostrova Muhu. Vstup je zpoplatněn.

## Galerie

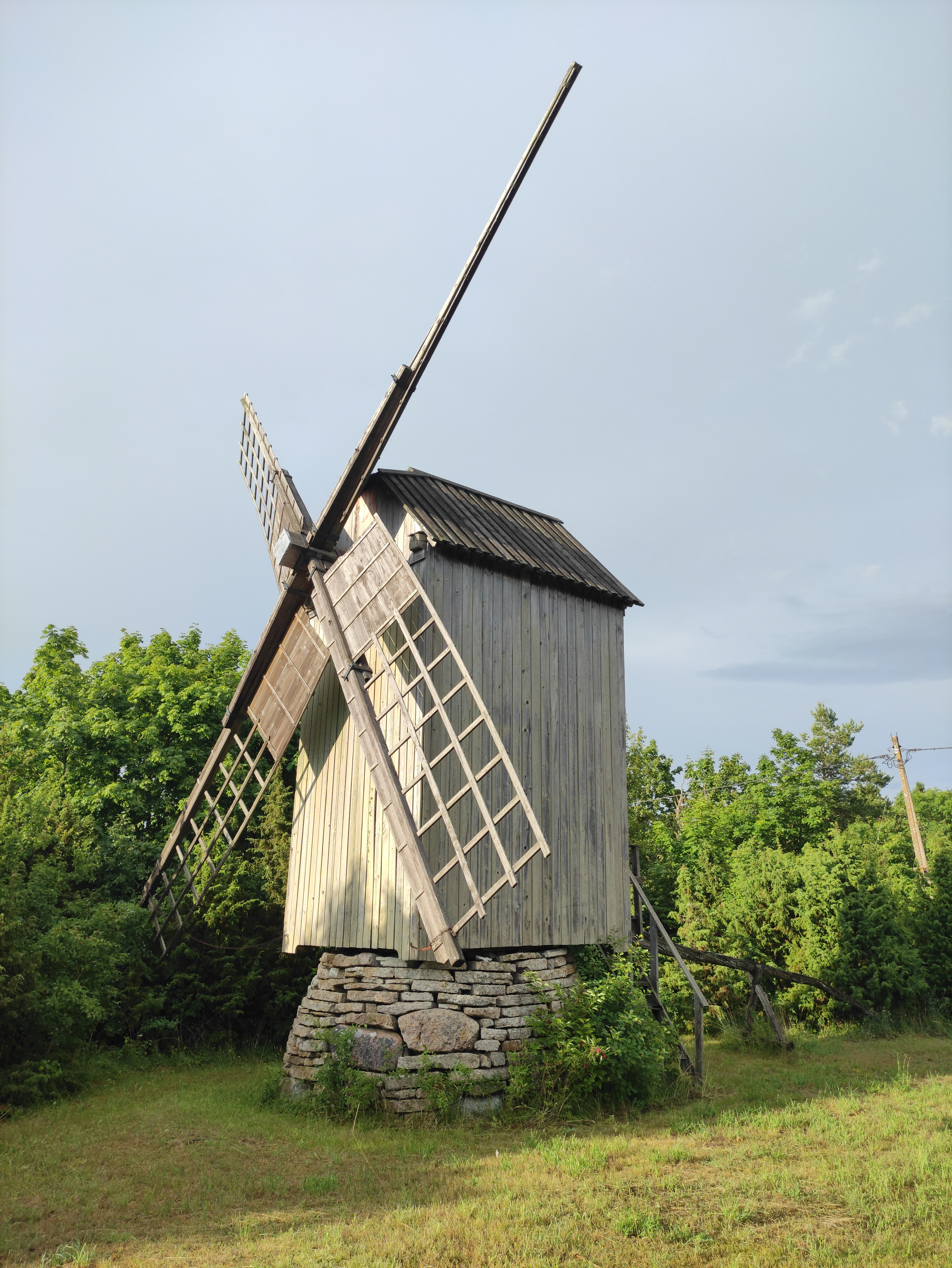
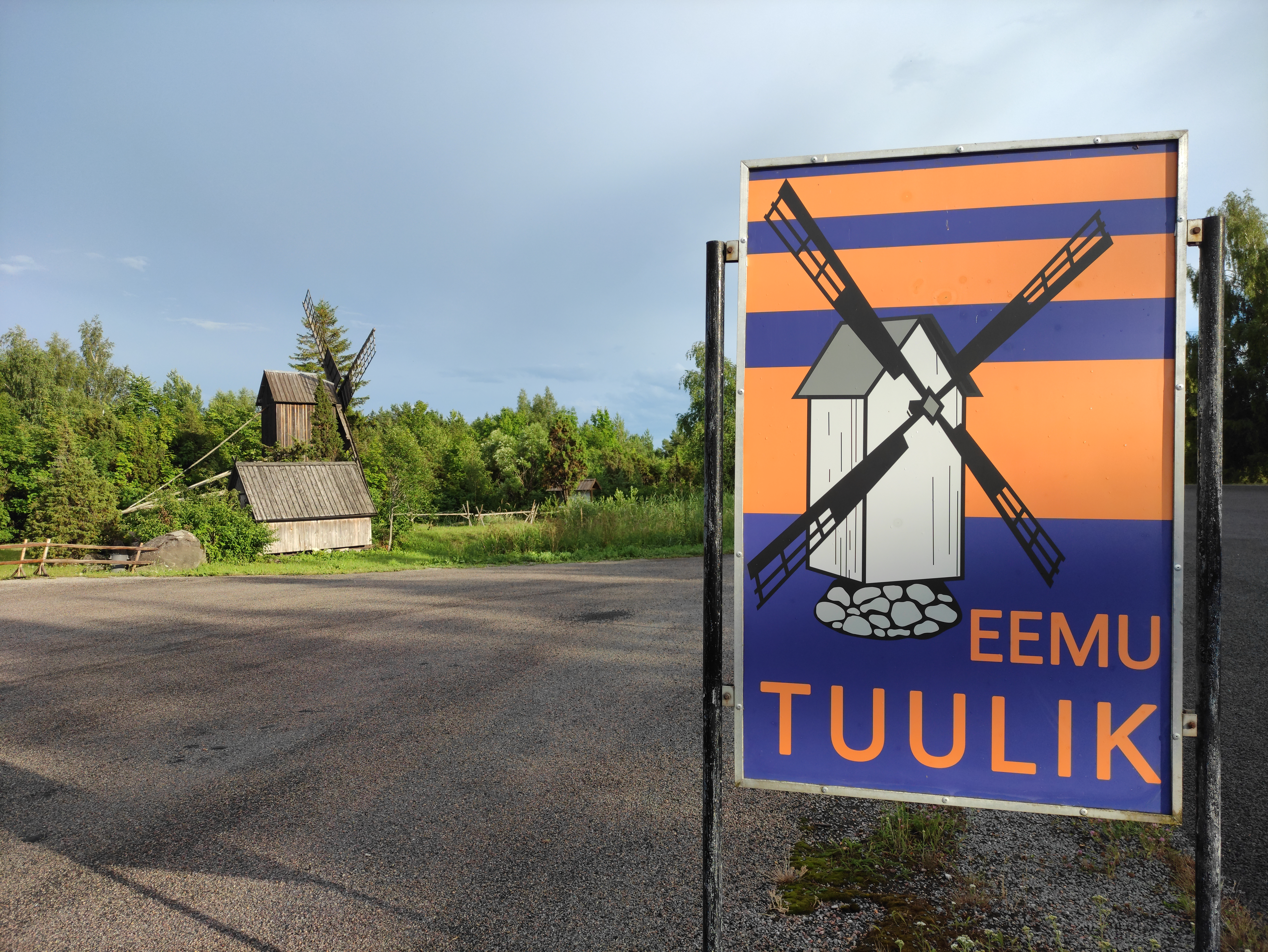
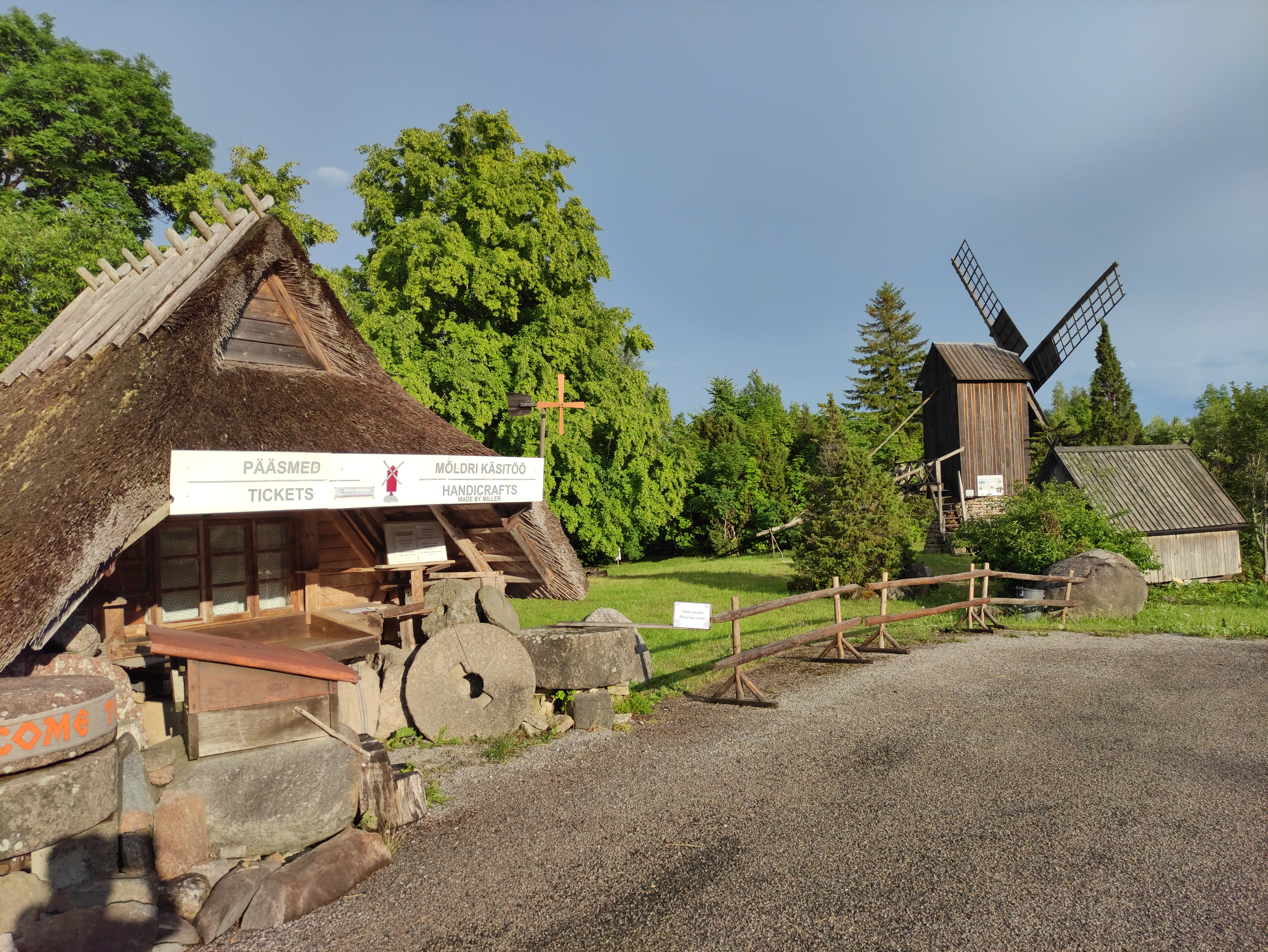